# ناحیه بروکفیلد (شهرستان هورون، میشیگان)
ناحیه بروکفیلد (به انگلیسی: Brookfield Township) یک منطقهٔ مسکونی در ایالات متحده آمریکا است که در شهرستان هیورن، میشیگان واقع شده‌است.
 ناحیه بروکفیلد ۹۲٫۰ کیلومتر مربع مساحت و ۹۱۴ نفر جمعیت دارد و ۱۹۲ متر بالاتر از سطح دریا واقع شده‌است.